# Stiftsgården
Stiftsgården er Nordens største træpalæ med tilhørende have i Midtbyen i Trondheim, på hjørnet af Munkegata og Dronningens gate. Det var det største af de store træpalæer i byen fra sidste del af 1700-tallet og er også blandt de største træbygninger i Norden med 140 rum og 4000m2.
Palæet blev opført som privatbolig i 1774-78 af gehejmerådinde Cecilie Christine Schøller i en stilart på overgangen mellem rokoko og nyklassicisme og regnes for et af de bedste eksempler på norsk arkitektur.
Facaden er præget af en enkel og stram nyklassicisme, mens rokokoen kommer til udtryk i detaljerne. Bygningen består af en hovedfløj på 58 meter med to sidefløje som er opført i laftet tømmer og beklædt med planker. Interiøret er hovedsageligt fra kroningerne i 1800-tallet og i 1906. Byggesummen udgjorde 7.400 rigsdaler, hvilket svarer til i omegnen af 87 million kroner i 2013. I 1800 blev palæet solgt til staten, hvorefter stiftamtmanden og stiftsoverretten flyttede ind.
Stiftsgården har været centrum ved en række kongelige begivenheder, blandt dem fire kroninger, to kongevelsignelser og et prinsessebryllup fra 1818 til 2002. Stiftsgården fungerer i dag som den officielle residens for kongefamilien, når den er i byen, og Kongen har dispositionsret. Bygningen er forvaltet af Statsbygg Midt-Norge. Når bygningen ikke benyttes af kongehuset, er selskabsværelserne åbne for publikum.

## Historie

### Palæet opføres
Stiftsgården blev opført i årene 1774-1778 af gehejmerådinde, enkefru Cecilie Christine Schøller med inspiration fra den franske slot Vaux-le-Vicomte nær Paris. Hun var datter af kommanderende general nordenfjelds, Johan Frederik Frølich, og hans hustru Hilleborg von Wettberg.
Hun giftede sig i 1742 med etatsråd og kammerherre Stig Tonsberg Schøller, som via et tidligere ægteskab med en søster til den rige Thomas Angell havde fået en betydelig del af dennes formue. Da Cecilie selv blev enke i 1769, fik hun en stor arv efter manden. To år senere døde hendes mor generalinden og efterlod hende sin store "Generalsgård" i Munkegata foruden flere penge. Få år senere opkøbte Cecilie Christine Schøller Cecilie flere af naboejendommene for at for at få jord nok til sit ambitiøse byggeprojekt. Gården fik i 1777 byens højeste brandtakst på 7.500 rigsdaler.
Gehejmerådinde Schøller fik ikke megen glæde af sit overdådige palæ. Fra 1779 til 1781 var hun i København for at pleje sine kontakter ved hoffet, og fra 1783 flyttede hun permanent til København. Den 28. juni 1784 fik hun skøde på et fornemt byhus, Østergade 54, senere kendt som "Efterslægtens gård". Cecilie døde der i 1786 og blev begravet i København. Stiftsgården overgik til hendes barnebarn og enearving, kammerjunker Stie Tonsberg Schøller von Krogh.

### Stiftsgården sælges til staten
Svigersønnen, general von Krogh, bøde i huset i hendes fravær og efter gehejmerådindens død. Arvingen Stig Tønsberg Schøller von Krogh boede i Danmark og solgte i 1800 palæet til staten for 10.000 rigsdaler. Palæet blev taget i brug som embedsbolig for stiftamtmanden og som residens for kongefamilien. Palæet blev kaldt Stiftsgården og Det kongelige palæ efter de forskelige funktioner. Når kongen boede i Stiftsgården måtte stiftamtmanden flytte ud. Norges Bank brugte kælderen i Stiftsgården som opbevaring af værdier i perioden 1816–1819, da banken endnu ikke havde sin egen bygning til formålet.

### Kongeligt palæ
De første kongelige, der besøgte Stiftsgården var kronprins Frederik og prinserne Carl og Frederik af Hessen, som var gæster hos General von Krogh i 1788.
Da kong Karl 3. Johan blev kronet i 1818 var Stiftsgården for første gang i brug som kongebolig. De senere Bernadottekonger Karl 14. og Oscar 2. brugte også Stiftsgården ved deres kroninger i 1860 og 1873, samt ved andre ophold i byen. Kroningen af kong Oscar 1. blev ligeledes planlagt afholdt i 1844–45 i Stiftsgården, men blev aflyst fordi biskop Riddervold nægtede at krone Dronning Josefine, som var katolik.
I forbindelse med den sidste kroningen af Haakon 7. i 1906 blev Stiftsgården formelt gjort til kongebolig i Trondheim. Den blev også brugt da Olav 5. og Harald 5. overtog kongeembedet i henholdsvist 1958 og 1991. Da Prinsesse Märtha Louise blev gift i Nidarosdomen i 2002, blev den efterfølgende fest afholdt i Stiftsgården.

## Bygningen

### Beskrivelse
Palæet er opført i overgangen mellem rokoko og nyklassicisme, og begge stilarterne kommer til udtryk i bygningen. Facaden er præget af en enkel og stram nyklassicisme, mens rokokoen kommer til udtryk i detaljerne. Anlægget består af en hovedfløj med to sidefløje, hvor gårdsiden vender ud mod det oprindelige haveanlæg, Stiftsgårdsparken, som blev udført i rokokostil.
Hovedfløjen er to etager og højt valmtag og mod Munkegata er den strengt symmetrisk omkring en central hall med døre både til gaden og gården. På begge etager går dobbelte rækker af rum langs begge sider, med de bredeste rum mod gaden. I hovedfløjens stueetage ligger 7 selskabsværelser på rad og i midterpartiet er der på begge etager en stor sal på 113 m². Trapperne ligger asymmetrisk i hvert sit trapperum i hjørnerne mod sidefløjene. Bygningen har et grundareal på ca. 1150 m², fordelt på omkring 140 rum på tilsammen 4.000 m². Mange af dem er pragtfuldt udstyret med brystningspaneler, høje dobbeltfløjede døre og rigt dekorerede ovne og lofter med stukkatur i rokokostil. Stukken og en række tapeter fra 1700-tallet er bevaret. Flere rum har malet dekorationer. Dørene i selskabsrummene er efter tidens skik placeret "en enfilade", på række i samme akse, således at man kan se i hele husets længde igennem døråbningerne.
I trapperækkværket af smedejern er Cecilie Schøllers kronede spejlmonogram indarbejdet.
Stiftsgården er opført i laftet tømmer og beklædt med med profilerede brædder. Interiøret er for en stor del resultat af kroningerne i 1800-tallet og i 1906.

### Arkitekt
Arkitekten bag Stiftsgården er ikke kendt med sikkerhed, men det er blevet spekuleret i, at Cecilie Schøller's fætter Christian Lerche står bag tegningerne, eller at hun i hvert fald har ladet sig inspirere af ham. Grundplanen har meget til fælles med den som findes på Lerchenborg på Sjælland i Danmark, der tilhørte familien Lerche, og med Lerche-familiens palæ i København. Dette underbygger antagelsen om, at arkitekten var den senere admiral Christian Lerche, der også har tegnet Lerchenborg. Lerche opholdt sig som officer i Trondheim på samme tid som Stiftsgården blev planlagt. Lerche byggede samtidig lystgården Lerchendal i Strinda. Hans datter havde da giftet sig med general von Krogh, som var fru Schøllers svigersøn.

### Indretning og renovering
I 1841 blev en del kvistvinduerne erstattet efter en mindre brand. I 1860 blev yderligere en del vinduer erstattet, men der findes stadig originale vinduer i den sydlige fløj ud mod Stiftsgårdsparken.
Modsat bygningens ydre er interiøret blevet udskiftet flere gange, ligesom det er blevet renoveret ved flere lejligheder.
Palæet blev istandsat og møbleret som kongelig residens til den planlagte kroning af kong Oscar 1. og dronning Josefine i 1844-45. Ligeledes blev et orkesteranneks ved den store sal blev planlagt. Kroningen af kong Haakon 7. og dronning Maud i 1906 har også sat spor efter sig i inventaret. En istandsættelse blev også foretaget til velsignelsen af kong Olav 5. i 1958. Efter Haakon 5. overtog tronen i 1991 blev der iværksat en udviklingsplan for Stiftsgården og den totale renoveringen blev færdiggjort til fejringen af 1000-året for Trondheims grundlæggelse i 1997. I perioden mellem 1958 og 1991 var det ingen renoveringsprojekter og arbejdet, der blev udført før velsignelsen i 1958 var svært omfattende. Meget af det oprindelige interiør blev fjernet og erstattet med moderne møbler i skandinavisk design. Udviklingsprojektet blev udført i samarbejde mellem Statsbygg, Riksantikvaren og Det Kongelige Slott, og omfattede blandt andet renovering af vagtmesterboligen, garderober og opgradering af gæstesuiter, kongelige stuer og soveværelser. Bygningen blev også malet ved denne lejlighed. Det blev lagt vægt på, at få det tilbage til den oprindelige stil. I årene efter 1997 blev også køkkenet totelrenoveret. Bygningen blev malet igen i 2008 ligesom vinduerne blev istandsat.

## Stiftsgårdsparken
Stiftsgårdsparken er på omkring 3.000 m² og var tidligere lukket for offentligheden. Den blev anlagt som barokhave med lige symmetriske akser og indeholder bl.a. orangeri og pergolaer.
Under renoveringen af parken i perioden 1996 – 1997 blev parken åbnet og indarbejdet i et sammenhængende gadenet mellem Bispegata og Jomfrugata. Ved denne renovering blev parken tilpasset de historiske elementer som oprindelige akser, vegetation og hegn. Udformningen består af en cirkulær plads med en fontæne med bænke og beplantning. Rundt fontænen og gennem parken er det etableret gangstier af både grus og skifer. Parkens kongemonument over kong Olav 5. er udformet af Harald Vårvik. I 2004 blev det massive hegn mellem parken og Sommerveita fjernet og erstattet med smedejernshegn med port, sådan at parken fik direkte adgang til til Torget.
En stor del af parken blev gjort offentligt tilgængelig i 1906. Den blev oprindeligt anlagt

## Tidslinje
- 1774 Opførslen af palæet påbegyndes
- 1777 Gården fik byens højeste brandtakst på 7.500 rigsdaler
- 1778 Palæet stod færdig
- 1800 Palæet sælges til staten for 10.000 rigsdaler
- 1818 Palæet for første gang taget i brug som kongebolig i forbindelse med kroningen af kong Karl 3. Johan
- 1860 Karl 4. brugte Stiftsgården i forbindelse med kroningen
- 1873 Oscar 2. brugte Stiftsgården i forbindelse med kroningen
- 1906 Stiftsgården blev officiel residens for kongefamilien i forbindelse med kroningen af Haakon 7.
- 1958 Olav 5. brugte Stiftsgården i forbindelse med velsignelsen
- 1991 Harald V brugte Stiftsgården i forbindelse med velsignelsen
- 1997 Omfattende renovering som blev påbegyndt i 1991 blev afsluttet
- 2002 Prinsesse Märtha Louise brugte Stiftsgården i forbindelse med brylluppet i Nidarosdomen